# Кинциггау
Кинциггау (на немски: Kinziggau) е средновековно франкско гауграфство в Хесен, Германия. Намира се по река Кинциг. То е най-северното унтер-гау на Майнгау. Другите унтер-гау са били Родгау и Бахгау на юг и Плумгау в югозапада.
Кинциггау е разположен от сливането на Кинциг в Майн до Гелнхаузен. Към него принадлежат селищата: Хьохст, Виртхайм, Касел, Бибер и Лорхауптен. Територията принадлежала на архидяконат Ашафенбург.
Единственият граф в Кинциггау е Хериберт фон Ветерау († 992), 976 г. граф в Кинциггау, в Енгерсгау, и във Ветерау и на Глайберг, от фамилията на Конрадините.